# Javra rugata
Javra rugata là một loài tò vò trong họ Ichneumonidae.